# Jacek Bonarek
Jacek Bonarek – polski historyk, doktor habilitowany nauk humanistycznych, specjalista z zakresu historii bizantyńskiej. 

## Życiorys
W 2000 roku obronił pracę doktorską na Uniwersytecie Jagiellońskim pt. Romajowie i obcy w Bizancjum. Obraz europejskich grup etnicznych w „Kronice” Jana Skylitzesa, wydaną drukiem w 2003 roku. 30 listopada 2012 uzyskał stopień doktora habilitowanego na podstawie rozprawy Bizancjum w dobie bitwy pod Mantzikert. Znaczenie zagrożenia seldżuckiego w polityce bizantyńskiej w XI wieku.
Pełnił funkcję Dziekana Wydziału Filologiczno-Historycznego w piotrkowskiej filii Uniwersytetu Jana Kochanowskiego w Kielcach. Od 1 czerwca do 17 listopada 2023 pełnił funkcję prorektora ds. kształcenia oraz studentów Akademii Piotrkowskiej.
2 lutego 2024 roku powołany przez ministra nauki Dariusza Wieczorka na stanowisko rektora Akademii Piotrkowskiej, po rezygnacji Dariusza Roguta.
Współautor wydanej wspólnie z Tadeuszem Czekalskim, Sławomirem Sprawskim i Stanisławem Turlejem Historii Grecji (2005), wyróżnionej nagrodą Ministra Nauki i Szkolnictwa Wyższego.

## Wybrane publikacje
- Romajowie i obcy w „Kronice” Jana Skylitzesa. Identyfikacja etniczna Bizantyńczyków i ich stosunek do obcych w świetle Kroniki Jana Skylitzesa, Toruń 2003
- Filip de Diversis, Opis Dubrownika. Situs aedificiorum politiae et laudabilium consuetudinum inclytae civitatis Ragusii, tł., wstęp i przypisy Piotr Wróbel i Jacek Bonarek, Kraków 2004.
- Historia Grecji (współautor), Kraków 2005.
- IV krucjata. Historia, reperkusje, konsekwencje (redakcja), Kraków 2005.
- Benedykt Cotruglio, Księga o sztuce handlu, tł., wstęp i przypisy Piotr Wróbel i Jacek Bonarek, Kraków 2007.
- Bizancjum w dobie bitwy pod Mantzikert. Znaczenie zagrożenia seldżuckiego w polityce bizantyńskiej w XI wieku, Kraków 2011.